# Integral Transforms and Special Functions
Integral Transforms and Special Functions is een internationaal, aan collegiale toetsing onderworpen wetenschappelijk tijdschrift op het gebied van de wiskunde. De naam wordt in literatuurverwijzingen meestal afgekort tot Integr. Transf. Spec. F. Het wordt uitgegeven door Taylor & Francis en verschijnt 12 keer per jaar. Het eerste nummer verscheen in 1993.